# 馬溫加
16°0′S 20°0′E / 16.000°S 20.000°E
馬溫加（葡萄牙語：Mavinga），是安哥拉的城鎮，位於該國東南部，由庫安多古班哥省負責管轄，南鄰迪里科，面積44,347平方公里，2011年人口29,504，人口密度每平方公里1人。